# La porta di Tolomeo
La porta di Tolomeo è il terzo libro della Tetralogia di Bartimeus scritta da Jonathan Stroud. Il titolo originale in inglese è Ptolemy's Gate.

## Trama
Tre anni dopo gli eventi narrati nell'Occhio del golem, il potere di Londra vacilla: scoppiano disordini, i cittadini si ribellano, gli spiriti si danno battaglia nelle strade. John Mandrake, divenuto Ministro dell'Informazione, è al culmine della notorietà e del potere; ma non può contare sull'aiuto di Bartimeus, il jinn che sin dall'inizio è stato al suo fianco, perché la lunga permanenza sulla Terra lo ha indebolito quasi mortalmente. Eppure Mandrake si rifiuta di lasciarlo andare per paura che altri si servano di lui, o forse perché è l'unico legame con la propria infanzia, quando John Mandrake era ancora Nathaniel. Ma il giovane e ambizioso ministro sta per pagare cara la sua strategia: qualcuno infatti evoca Bartimeus per coinvolgerlo in un pericolosissimo piano che vedrà spiriti e umani uniti contro il potere dei maghi.

## Edizioni
- Jonathan Stroud, La porta di Tolomeo, traduzione di Riccardo Cravero, illustrazioni di Gianni De Conno, Salani, 2006,  p. 502, ISBN 88-8451-303-0.

- Jonathan Stroud, La porta di Tolomeo, traduzione di Riccardo Cravero, TEA, 2012,  p. 504, ISBN 88-502-2932-1.